# Otok Shutter (2010.)
Otok Shutter je američki psihološki triler iz 2010. godine kojeg je režirao Martin Scorsese. Film je napisan prema istoimenoj priči Dennisa Lehane iz 2003. godine. Proizvodnja je počela u ožujku 2008. godine. Leonardo DiCaprio ima glavnu ulogu, glumi američkog maršala Edwarda "Teddyja" Danielsa koji traži odbjeglu bolesnu ženu na otoku za poremećene - Shutter. Film je zaradio preko 290 milijuna američkih dolara u svijetu. 
Film je trebao izaći 2. listopada 2009. ali Paramount Pictures su odlučili objaviti ga 19. veljače 2010. 

## Radnja
1954. godine dva američka maršala, Edward "Teddy" Daniels (Leonardo DiCaprio) i njegov partner Chuck Aule (Mark Ruffalo)
putuju do Ashecliffe, bolnica za mentalno bolesne kriminalce, koja se nalazi na otoku Shutter. Daniels i Aule žele istražiti bijeg jedne od pacijentica Rachel Solando (Emily Mortimer) koja je tamo stavljena zbog utapanja svoje troje djece. Jedini trag koji je ostavila je bilješka na kojoj piše: Zakon 4, koji je 67?. Ubrzo nakon dolaska njihov dolazak sprječava nevrijeme. Daniels ispitiva neke od pacijenata i radnika: glavnog psihjatra, dr. Johna Cawleya (Ben Kingsley), te odbija primiti evidenciju bolničkog osoblja. Rachelin liječnik, dr. Sheehan otišao je na godišnji odmor nakon njena nestanka, a zaštitari na svijetioniku su rekli da ju je bespotrebno tražiti. 
Neugodan zrak i roba u bolnici je uzrok Teddyjevih migrena i mnogih vizija, uznemirijućih snova o svojoj ženi Dolores Chanal (Michelle Williams) koja je stradala u požaru kojeg je nanio susjed piroman Andrew Laeddis. U jednom snu, Dolores govori Teddyju da je Rachel još uvijek na otoku, baš kao i Andrew koji je nestao prije par mjeseci. Teddy kasnije objašnjava Chucku da je Andrew bio i Teddyjev glavni motiv da dođe na otok i istraživa Rachel Solando.
Kako Teddy i Chuck nastave svoju istragu, smatraju da je Rachel pronađena od strane osoblja bez ikakvog objašnjena. Teddy se sastaje s Georgeom Noyceom (Jackie Earle Haley), George je još jedan pacijent u samici. George upozorava Teddyja da Ashecliffe obavlja tajne pokuse na pacijentima i šalje neizlječive do svijetionika, zato je i Rachel zabranjeno tražiti tamo te mu govori kako su svi na otoku uključujući Chucka igra u igri namijenjena Teddyju.
U međuvremenu, Teddy se pregrupira s Chuckom i oni izrade njihov put do svijetionika, ali trebaju preći liticu pa se oni razdvoje. Teddy nađe ženu koja se skriva u špilji koja tvrdi da je prava Rachel Solando (Patricia Clarkson). Ona tvrdi da je bila bivši psihjatar s Ashecliffa dok nije otkrila za pokuse na ljudima u pokušaju da se razvije kontrola uma. Kad je pokušala upozoriti vlasti, bila je proglašena pacijenticom. Kad je ostavio pravu Rachel, Teddy pronalazi znakove Chucka te se vrati u bolnicu. Dr. Cawley tvrdi da Chucka nema te da nikad nije ni đošao na otok nego da je Teddy sam došao.
Odlučan, ali zbunjen Teddy se vraća do svijetionika i provali unutra. Misli da ga na vrhu čeka dr. Cawley. Tada mu dr. Cawley objasni da je Teddy sam Andrew Laeddis, njihov najopasniji pacijent, zatvoren u bolnici zbog ubojstva svoje depresivne žene nakon što je utopila njihovo troje djece, otkrivajući da je Rachel Solando zapravo njegova preminula supruga Dolores. Teddy Daniels i Rachel Solando su zamijenice za Andrewa Laeddisa i Dolores Chanal (zakon 4) i Laeddis je 67. pacijent u bolnici (tko je 67?), a djevojčica iz Laeddisovih snova je zapravo njegova mrtva kćer. 
Prema riječima dr. Cawleya događaji proteklih dana su bili izmišljeni kako bi se Andrew shvatio da je on Andrew te je to sve bila zavjera. Chuck Aule je zapravo dr. Sheehan i medicinska sestra se predstavlja kao Rachel Solando, oni su svi bili dio testa, a migrene koje je Andrew dobivao su simptomi od odvikavanja s njegovih lijekova baš kao i halucinacije prave Rachel Solando. Tada Andrew pada u nesvijest.
Laeddis se probudi u bolnici. Leaddis prizna da je on ubio svoju ženu i prizna da je to on, koji zadovolji liječnike kao znak napretka. Ipak, dr. Cawley napominje kako je postigao to stanje prije devet mjeseci i upozorava Leaddisa da je to zadnja šansa da se iskupi.
Nešto kasnije, Andrew se odmara u dvorištu bolnice s dr. Sheehanom, ali ga naziva "Chuck" i kaže da je potrebno otići s ovog otoka. Na kraju Andrew upita dr. Sheehana: "Koje bi bilo gore? Živjeti kao čudovište ili umrijeti kao dobar čovjek?", a zatim mirno ostaje u bolnici.

## Uloge
- Leonardo DiCaprio kao Edward "Teddy" Daniels/Andrew Leaddis
- Mark Ruffalo kao Chuck Aule/dr. Sheehan
- Ben Kingsley kao Dr. John Cawley
- Max von Sydow kao Dr. Jeremiah Naehring
- Michelle Williams kao Dolores Chanal/Rachel Solando
- Emily Mortimer kao Rachel Solando
- Patricia Clarkson kao Dr. Rachel Solando
- Jackie Earle Haley kao George Noyce
- Ted Levine kao Warden
- John Carroll Lynch kao Deputy Warden McPherson
- Elias Koteas kao Andrew Laeddis
- Jill Larson kao stara žena
- Ken Cheeseman kao liječnik 1
- Ruby Jerins kao Rachel Laeddis
- Robin Bartlett kao Bridget Kearns
- Christopher Denham kao Peter Breene
- Matthew Cowles kao lučki kapetan

## Proizvodnja
Prava romana Dennisa Lehane Otok Shutter bili su prvo opcija Columbia Pictures 2003. godine. Columbia nije kasnije prihvatila snimanje filma pa je prodala Phoenix Picturesima. Phoenix je zaposlio LaetU Kalogridis i zajedno su razvili film godinu kasnije. Redatelj Martin Scorsese i glumac Leonardo DiCaprio se oboma sviđao projekt. Proizvodnja je počela 6. ožujka 2008. godine.
U romanu Dennis Lehane bio je inspiriran bolnicom na Long Islandu u Boston Harboru. Lehane je posjetio bolnicu sa svojim ocem kad je bio dijete.
Film se snimao u Massachuettsima. Taunton, Massachusetts bio je mjesto snimanja scene prisjećanja 2. svjetskog rata.

## Vanjske poveznice
- Otok Shutter u internetskoj bazi filmova IMDb-a